# Loxura mahara
Loxura mahara är en fjärilsart som beskrevs av Hans Fruhstorfer 1912. Loxura mahara ingår i släktet Loxura och familjen juvelvingar. Inga underarter finns listade i Catalogue of Life.